# 田村市立船引中学校
田村市立船引中学校（たむらしりつふねひきちゅうがっこう）は、福島県田村市船引町に所在する市立中学校。略称「船中（ふねちゅう）」。

## 概要
教育目標は「自主　健康　責任」。かつては6クラスあったが、少子化により現在は5クラス。10月に紅陵祭と呼ばれる文化祭が行われる。

## 学区
船引町船引、船引町東部台、船引町今泉、船引町春山、船引町文珠、船引町石森、船引町北鹿又、船引町長外路、船引町門鹿、船引町大倉、船引町新舘、船引町石沢、船引町上移、船引町北移、船引町南移、船引町中山、船引町横道、船引町要田、船引町笹山、船引町荒和田、船引町成田